# Bernardino Batista
Bernardino Batista is een gemeente in de Braziliaanse deelstaat Paraíba. De gemeente telt 3.315 inwoners (schatting 2009).